# Referèndum d'Hongria de 2022
El referèndum d'Hongria de 2022 es tracta d'un referèndum que es va celebrar el 3 d'abril de 2022 a Hongria durant les eleccions parlamentàries hongareses. L'electorat podia votar sobre quatre qüestions relacionades amb l'educació sexual dels menors, incloent-hi l'homosexualitat i les identitats trans. Tant els partits de l'oposició com diverses organitzacions no governamentals pels drets humans, van demanar als hongaresos que participessin amb un vot nul. El resultat del referèndum va declarar-se invàlid per no arribar al llindar mínim de vots vàlids.

## Context
Després que el Parlament Hongarès aprovés una llei de "protecció de la infància" que impedeix informar sobre qüestions LGBTI a menors d'edat, la Comissió Europea va iniciar un procediment d'incompliment dels tractats de la Unió Europea per considerar que la llei vulnera els drets fonamentals de les persones LGBTI. Com a resposta, el primer ministre Viktor Orbán va qualificar-ho d'atac i va mostrar la seva intenció de convocar un referèndum per obtenir el suport de la població hongaresa. Al novembre de 2021, el Parlament Hongarès va eliminar la prohibició de celebrar simultàniament un referèndum i eleccions. Així que, quan el President d'Hongria János Áder va convocar les eleccions parlamentàries per al 3 d'abril de 2022, va fixar també la mateixa data pel referèndum sobre diverses qüestions de la nova llei.
La missió internacional d'observació electoral de l'Oficina d'Institucions Democràtiques i Drets Humans va considerar que el marc legal del referèndum era inadequat per dur a terme un referèndum democràtic. No oferia igualtat d'oportunitats en la campanya per als partidaris i opositors, no obligava els poders públics a mantenir-se neutrals, ni prohibia l'ús de fons públics per a les campanyes del referèndum. A més, el Parlament Hongarès havia modificat la llei el 2018 per tenir plens drets en la campanya com a iniciador de referèndums.
Les parts de la llei que s'incloïen en el referèndum van estar condemnades per grups de drets humans i qualificades de retòrica anti-LGBT destinades a limitar els drets de les minories. Les propostes també van ser àmpliament criticades per la UE pel fet que contravenen l'article 21 de la Carta de Drets Fonamentals. El 30 de juliol, el Comitè Electoral Nacional va aprovar les preguntes proposades. Tanmateix, el Tribunal Suprem no va autoritzar la pregunta sobre si s'han de permetre els tractaments de reassignació sexual als infants. El govern va recórrer la decisió al Tribunal Constitucional i va guanyar.

## Preguntes
Les quatre preguntes són:
1. Dona suport a la implantació de cursos sobre diferents orientacions sexuals a menors d’edat a els escoles i jardins d’infància?
2. Dona suport a què s’informi del canvi de sexe a persones menors d’edat?
3. Dona suport a la difusió de contingut sexual perjudicial entre els menors?
4. Dona suport a mostrar continguts audiovisuals sobre canvi de sexe a menors?

## Desenvolupament
Durant la campanya pel referèndum moltes comunicacions oficials del govern van afavorir el missatge de Fidesz.
Per a ser validades, les propostes havien d'obtenir la majoria absoluta dels vots emesos, juntament amb un total de vots vàlids que representessin almenys el 50% dels inscrits.